# 蔡开勇
蔡开勇(1973年—)，重庆大学教授、博士生导师、生物工程学院院长，中华人民共和国教育部长江学者特聘教授。

## 生平
2002年获天津大学生物医学工程博士学位。后在重庆大学任教。

## 社会兼职
- 中国生物材料学会理事
- 中国生物医学工程学会理事

## 荣誉
- 中国国家杰出青年科学基金获得者
- 中国教育部长江学者特聘教授
- 国家百千万人才工程入选者
- 中国青年科技奖